# Пад Нуменора
Пад Нуменора (енгл. The Fall of Númenor) је фантастично дело које окупља све списе Џ. Р. Р. Толкина о Другом добу Средње земље, а уредио га је Брајан Сибли. Књига користи „Причу о годинама” у додацима Господара прстенова да би представила садржај Другог доба. Приче укључују оснивање Нуменора, ковање Прстенова моћи и последњи савез против Саурона који је окончао Друго доба. Уредник Брајан Сибли је дао нове уводе и коментаре како би сјединио Толкинове списе. Публикација садржи десет нових слика у боји Алана Лија. Књига је објављена 15. новембра 2022. године.
Књигу је у Србији објавила издавачка кућа Публик практикум 2025. године, у преводу Владимира Д. Јанковића.

## Публикација
HarperCollins је објавио прво издање књиге 15. новембра 2022. године. Ову верзију, коју је илустровао Алан Ли, припремио је и уредио Брајан Сибли. Књига садржи 11 слика у боји, као и десетине нових Лијевих скица оловком. Објављивање књиге је постављено да се поклопи са серијом Господар прстенова: Прстенови моћи, чија је радња на сличан начин смештена у Друго доба Средње земље.